# Ciminà
Ciminà és un comune (municipi) de la Ciutat metropolitana de Reggio de Calàbria, a la regió italiana de Calàbria, situat a uns 80 km al sud-oest de Catanzaro i a uns 45 km al nord-est de Reggio de Calàbria. A 1 de gener de 2019 la seva població era de 558 habitants.
Ciminà limita amb els municipis següents: Antonimina, Ardore, Cittanova, Molochio, Platì, Sant'Ilario dello Ionio i Varapodio.